# Consejo Federal (Suiza)
El Consejo Federal (en alemán: Bundesrat; en francés: Conseil Fédéral; en italiano: Consiglio Federale; en romanche: Cussegl Federal) es el órgano ejecutivo de Suiza. Está formado por siete miembros llamados «consejeros federales», los cuales son elegidos separadamente por un período de 4 años con posibilidad de reelección. Tradicionalmente, un consejero federal es fácilmente reelegido hasta su dimisión. Los casos de no reelección son extremadamente raros (4), prefiriendo, a veces, renunciar al cargo si no están seguros de volver a ser elegidos.
El Consejo Federal se reúne en el Palacio Federal en Berna, «ciudad federal» (en alemán: Bundesstadt) y sede oficial del gobierno suizo.
El Consejo Federal funciona por el sistema de «colegialidad», lo que significa que todos sus miembros están «obligados» a defender las opiniones del Consejo Federal, o sea, las decisiones tomadas por la mayoría aunque se encuentre en desacuerdo. El presidente de la Confederación es, simplemente, un primus inter pares o un representante del país, pues este no tiene más atribuciones que los demás miembros del Consejo. El presidente y su sucesor, el vicepresidente, son elegidos por la Asamblea Federal por un mandato de un año. La tradición pide que los partidos se turnen y que los consejeros más antiguos tengan la prioridad; esto quiere decir que un consejero elegido este año no puede ser presidente hasta que los más antiguos del consejo hayan pasado por lo menos una vez por la presidencia.
El canciller de la Confederación es a menudo llamado el octavo consejero federal y aparece en la foto del Consejo de cada año. El actual canciller es Viktor Rossi, se encuentra en el cargo desde el 1 de enero de 2024. Sus funciones equivalen a las de un secretario general de un gobierno.

## Historia

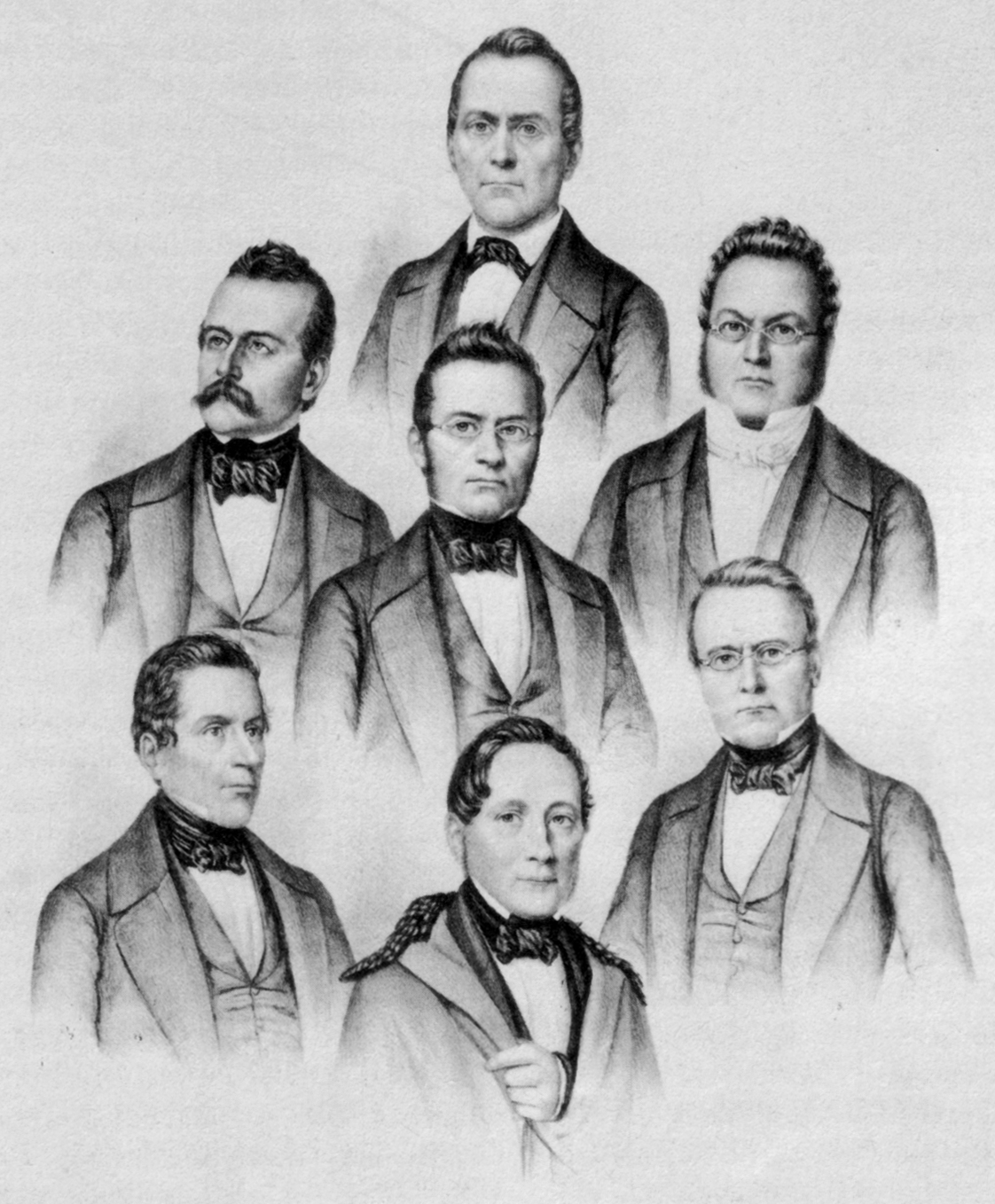
El primer Consejo Federal de Suiza fue elegido el 16 de noviembre de 1848.

El 16 de noviembre de 1848, se eligió al primer Consejo Federal formado por:
- Jonas Furrer, presidente.
- Druey Daniel-Henri, vicepresidente
- Ulrich Ochsenbein
- Josef Muzinger
- Friedrich Frey-Herosé
- Stefano Franscini
- Wilhelm Matthias Naeff

## Elecciones
Cada 4 años hay una renovación del Consejo Federal, elegido por ambas cámaras de la Asamblea Federal en conjunto. Oficialmente, cualquier persona adulta y ciudadana suiza puede ser electa, aunque comúnmente se trata de integrantes del parlamento u oficiales de gobiernos cantonales. Cada integrante del Consejo es elegido individualmente por mayoría absoluta, haciendo uso de un método de elección exhaustiva donde se realizan múltiples rondas; se elimina para la segunda ronda a cualquier candidatura con menos de 10 votos (de 246) y posteriormente se elimina de manera sucesiva a la menos votada hasta alcanzar la mayoría absoluta.
Si un consejero se retira antes del vencimiento de su cargo, su sucesor será elegido en asamblea aunque no sean las elecciones de renovación.

## Composición del Consejo Federal en 2025
- 2 miembros del Unión Democrática de Centro: Guy Parmelin y Albert Rösti.
- 2 miembros del Partido Socialista Suizo: Beat Jans y Élisabeth Baume-Schneider.
- 2 miembros del Partido Liberal Radical Suizo: Ignazio Cassis y Karin Keller-Sutter.
- 1 miembro del El Centro: Martin Pfister.

## Departamentos o ministerios
Los siete consejeros gobiernan juntos sobre todos los asuntos, aunque en la práctica son jefes de un departamento en cada uno de los sectores de la administración federal, y son de alguna manera comparables con los ministros de otros países; de forma general en los medios de comunicación se denomina "Ministro" al jefe de cada departamento. Explícitamente no existe un jefe de gobierno con mayores poderes que sus colegas. 
La repartición de los departamentos se hace después de la elección del Consejo Federal, y son los mismos consejeros quienes eligen qué departamento toman. El Parlamento no participa en el reparto de los departamentos y no cuenta con ninguna forma de presión. Además, los departamentos son repartidos según el principio de antigüedad, según el cual el Consejero Federal más antiguo es el primero en escoger su departamento, le sigue el segundo más antiguo, y así sucesivamente. El último Consejero Federal elegido por la Asamblea Federal queda con el último departamento.
A continuación los Consejeros Federales actuales por orden de antigüedad a excepción de la presidenta de la confederación:

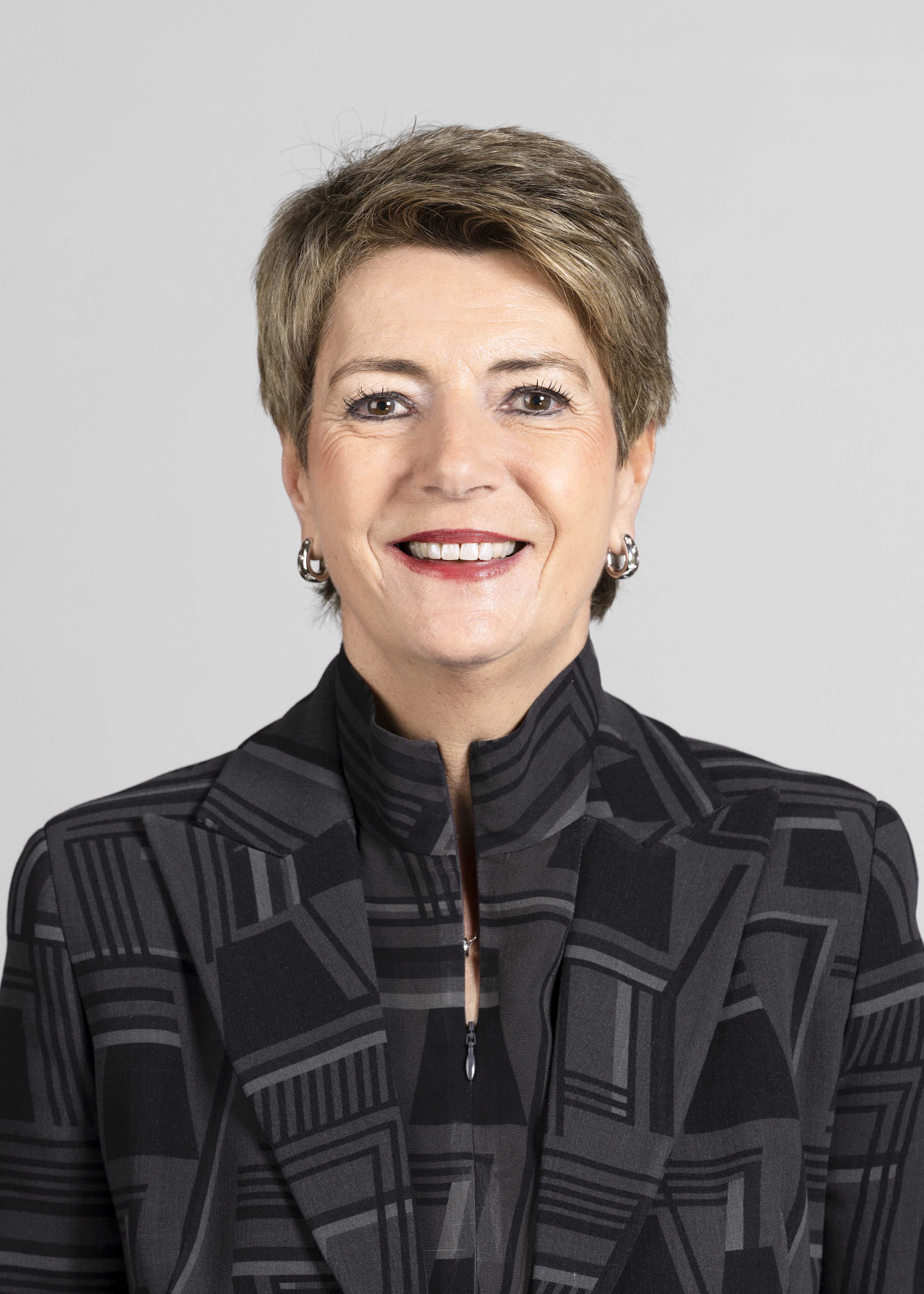
Presidenta Karin Keller-Sutter (PLR) Departamento Federal de Finanzas (DATEC)
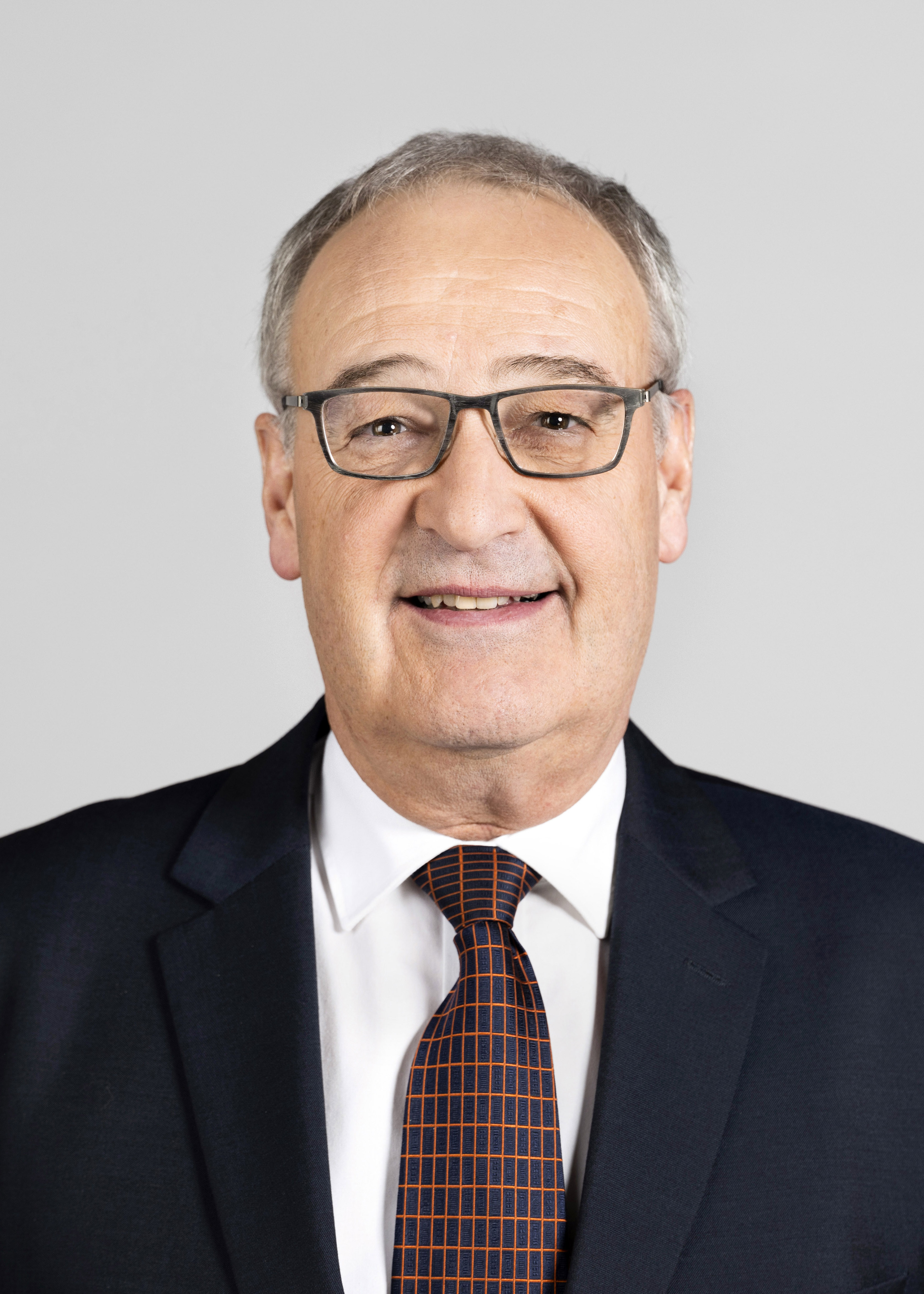
Vicepresidente Guy Parmelin (UDC) Departamento Federal de Economía, Formación e Investigación (DEFI)
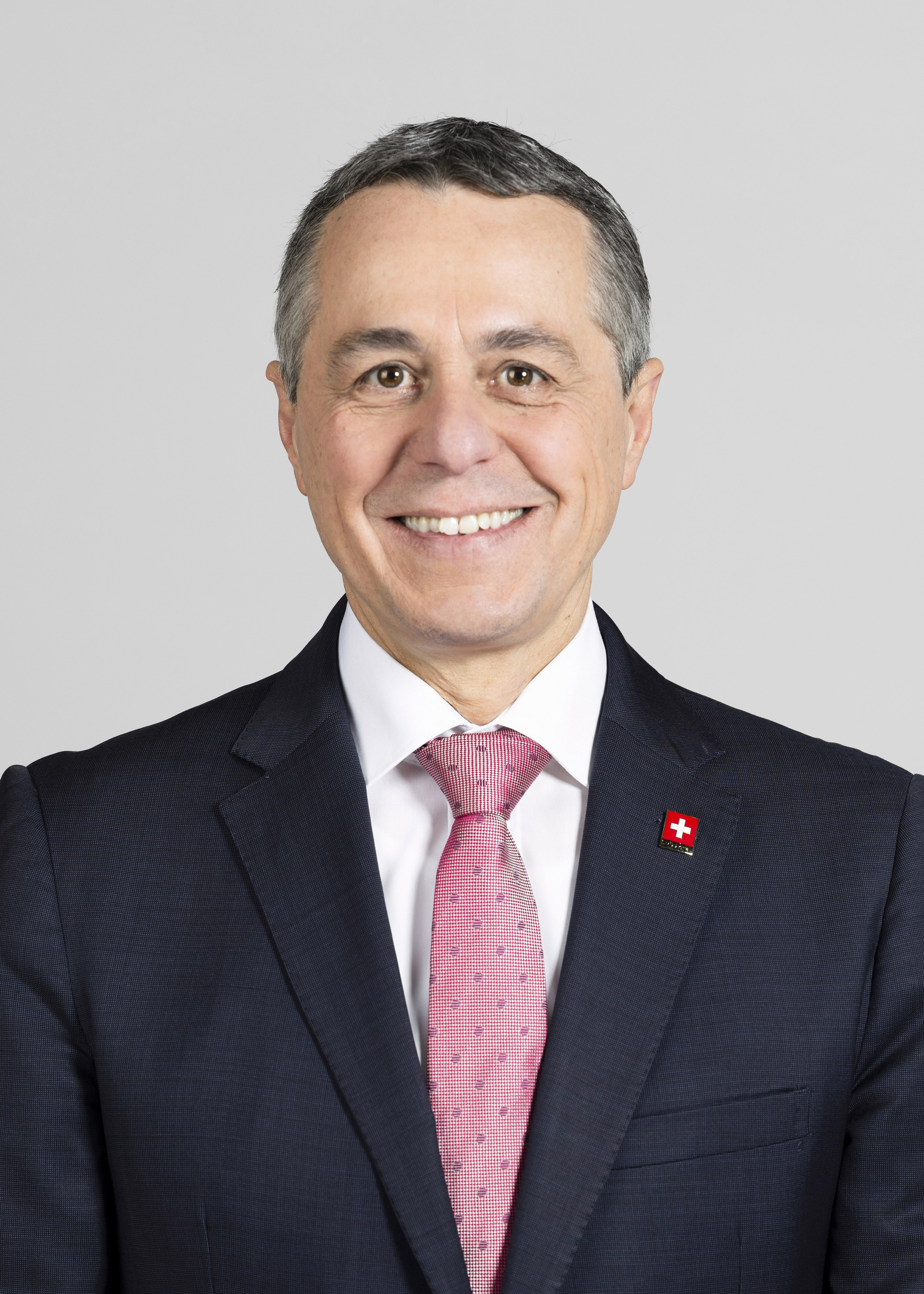
Ignazio Cassis (PLR) Departamento Federal de Asuntos Exteriores (DFAE)
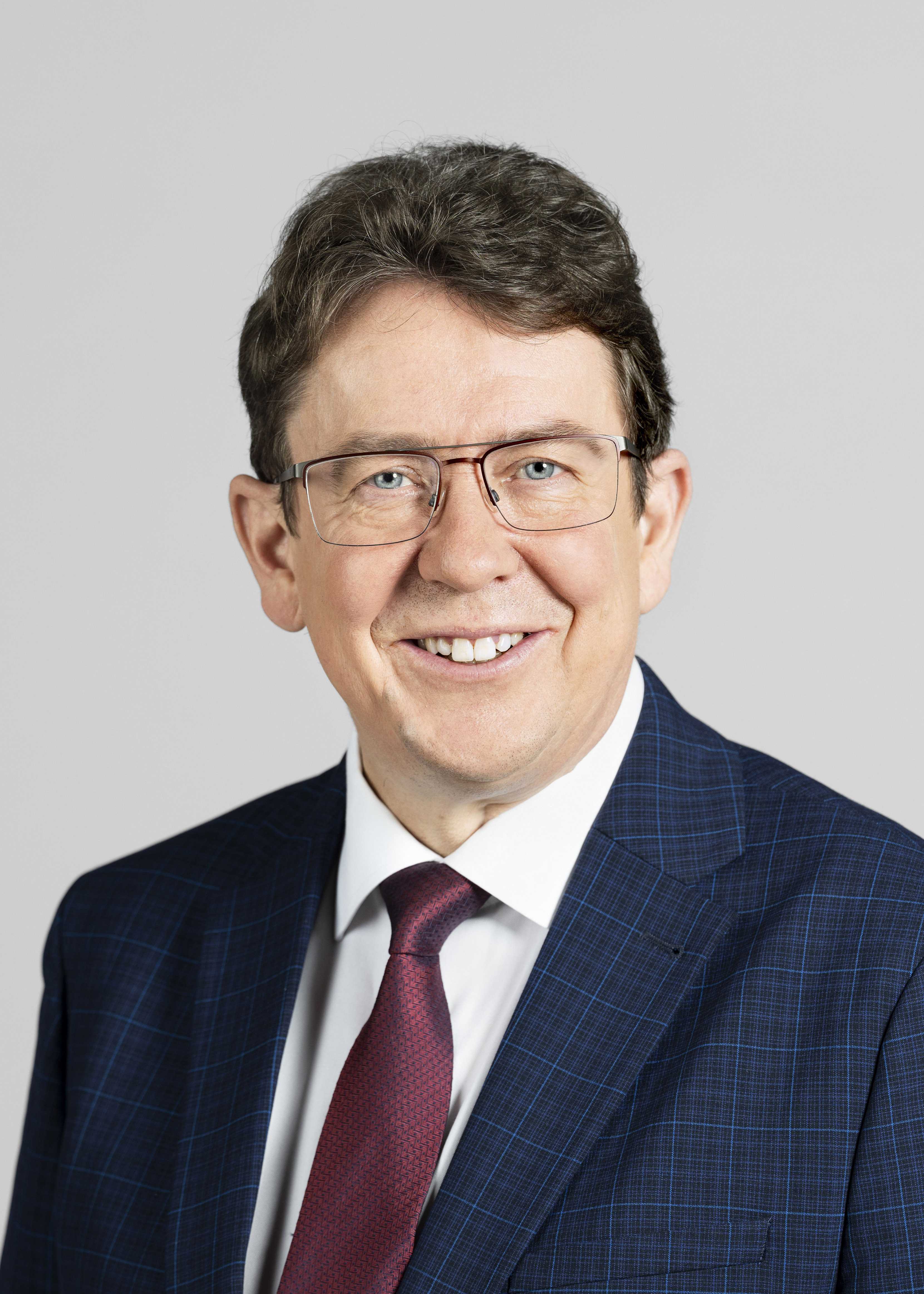
Albert Rösti (UDC) Departamento Federal del Medio Ambiente, Transportes, Energía y Comunicación (DFF)
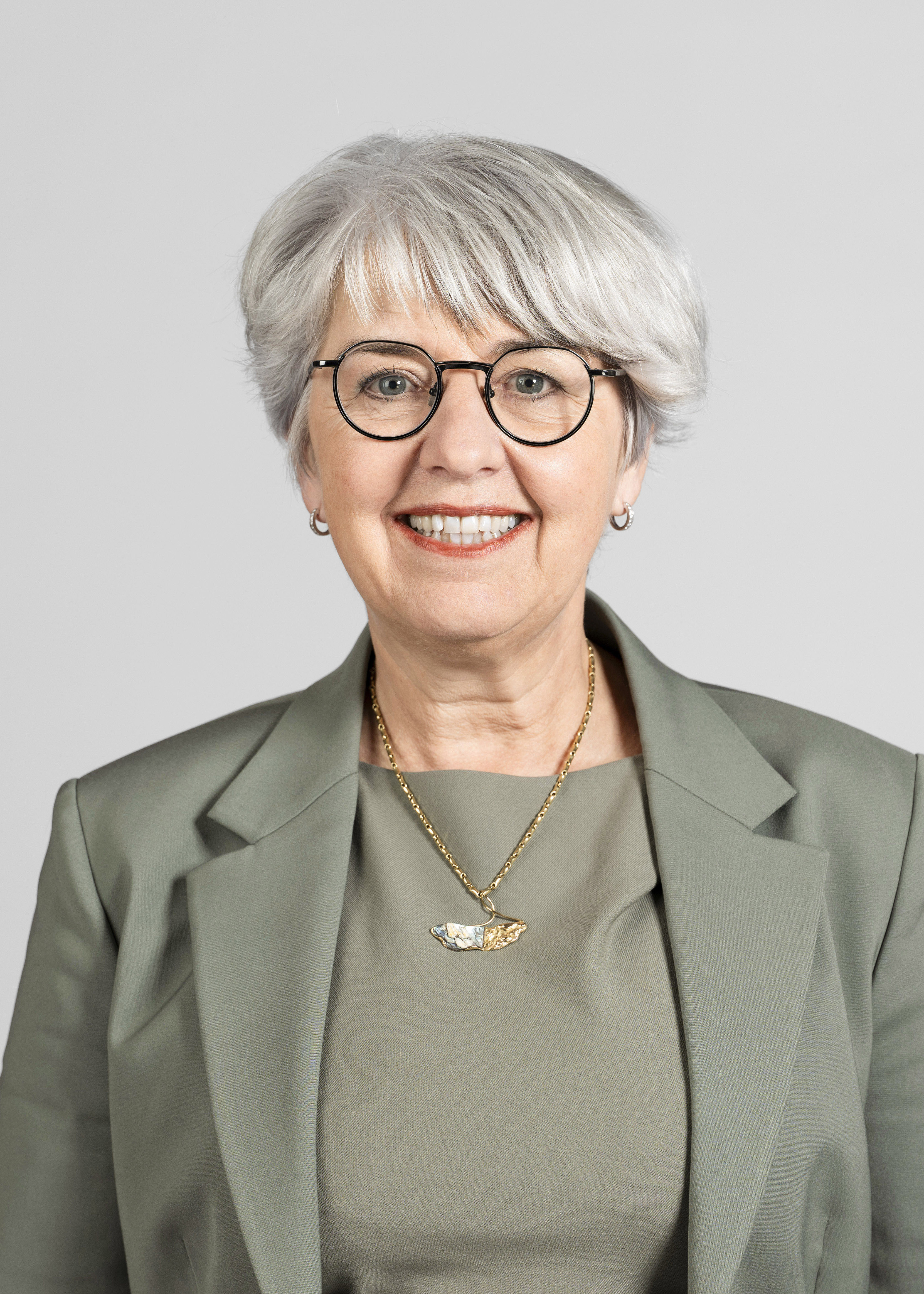
Élisabeth Baume-Schneider (PSS) Departamento Federal del Interior (DFI)
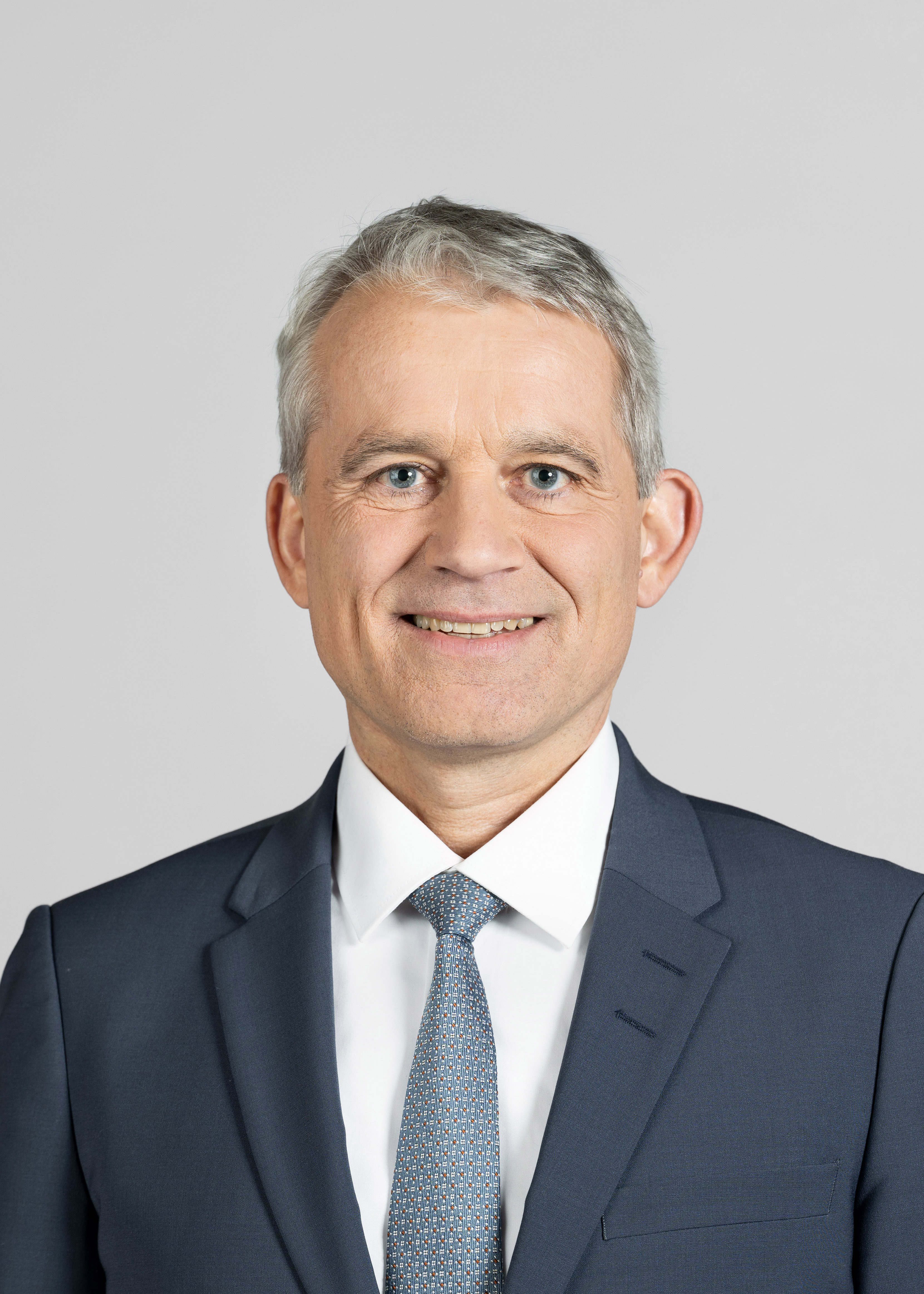
Beat Jans (PSS) Departamento Federal de Justicia y Policía (DFJP)
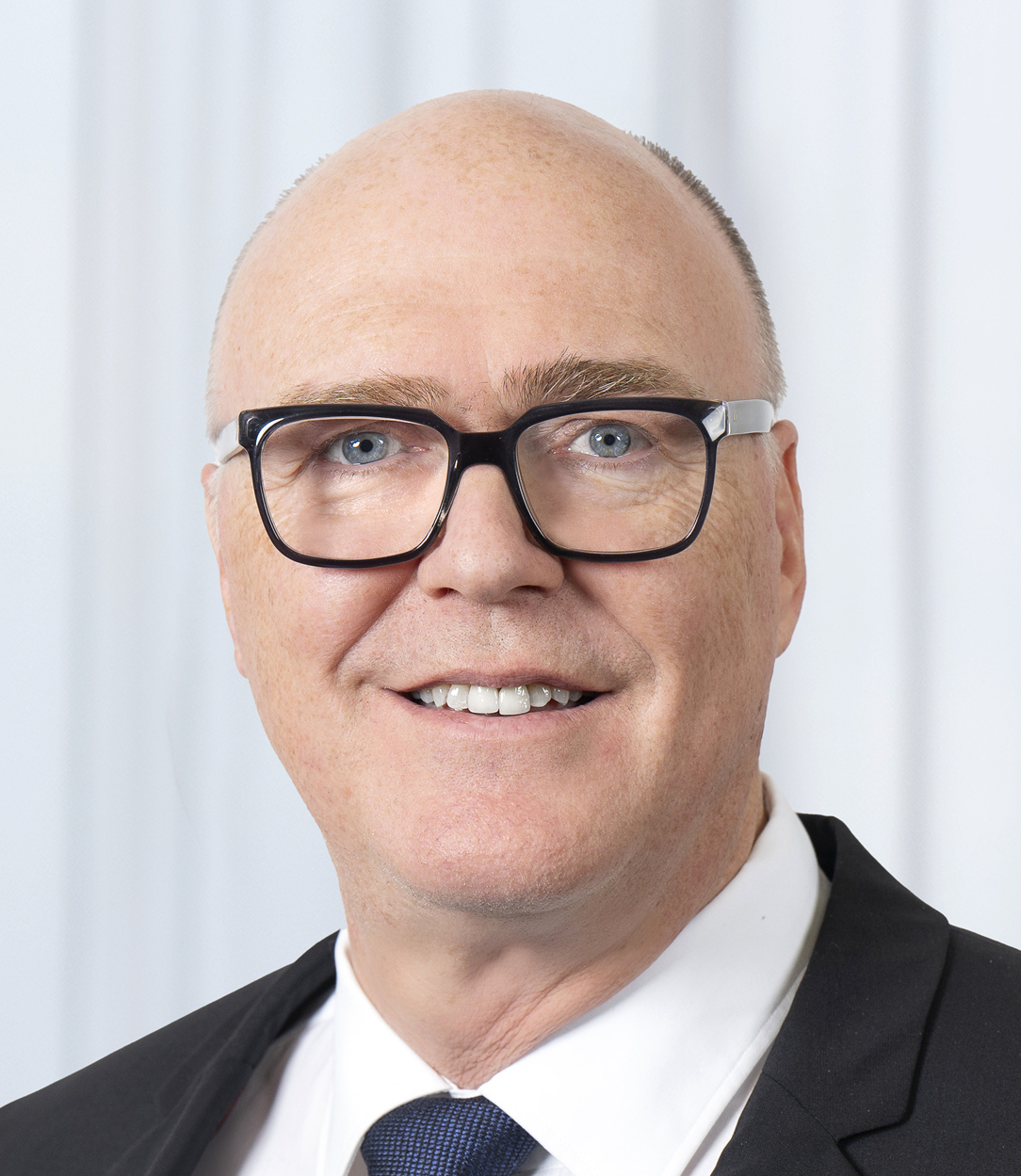
Martin Pfister (El Centro) Departamento Federal de Defensa, Protección de la Población y Deportes (DDPD)

## Sistema colegial
Las decisiones del Consejo Federal son adoptadas por el colegio según el sistema mayoritario y deben ser representadas (defendidas) por los jefes de Departamento ante el Parlamento y la opinión pública, aun si el consejero responsable no estuvo de acuerdo con la decisión tomada por el colegio. La Constitución Federal establece solo la forma de la decisión (Cst. Suiza, Art. 177 ap. 1: "El Consejo Federal decide como un cuerpo"), sin referirse a la descripción del principio, ni al comportamiento que deben adoptar los miembros del Consejo Federal frente a las decisiones tomadas. Se consideran admisibles algunas excepciones, en las que un consejero federal que tenga una opinión diferente a la del pleno del Consejo Federal pueda proclamar su posición públicamente, si ésta se basa en razones de conciencia, y que la decisión no afecte a su propio departamento federal. 
En comparación con miembros de gobiernos de otros países, un consejero federal es también parte de la jefatura del gobierno, además que no hay ningún Jefe de Gobierno con autoridad para dirigir o con una competencia legal. De ahí el hecho de que un Consejero Federal sea elegido por cuatro años. En comparación con los demás Consejeros Federales, el presidente tiene el "poder" de votar doble en caso de empate de una decisión del pleno del Consejo Federal.

## Presidente y vicepresidente

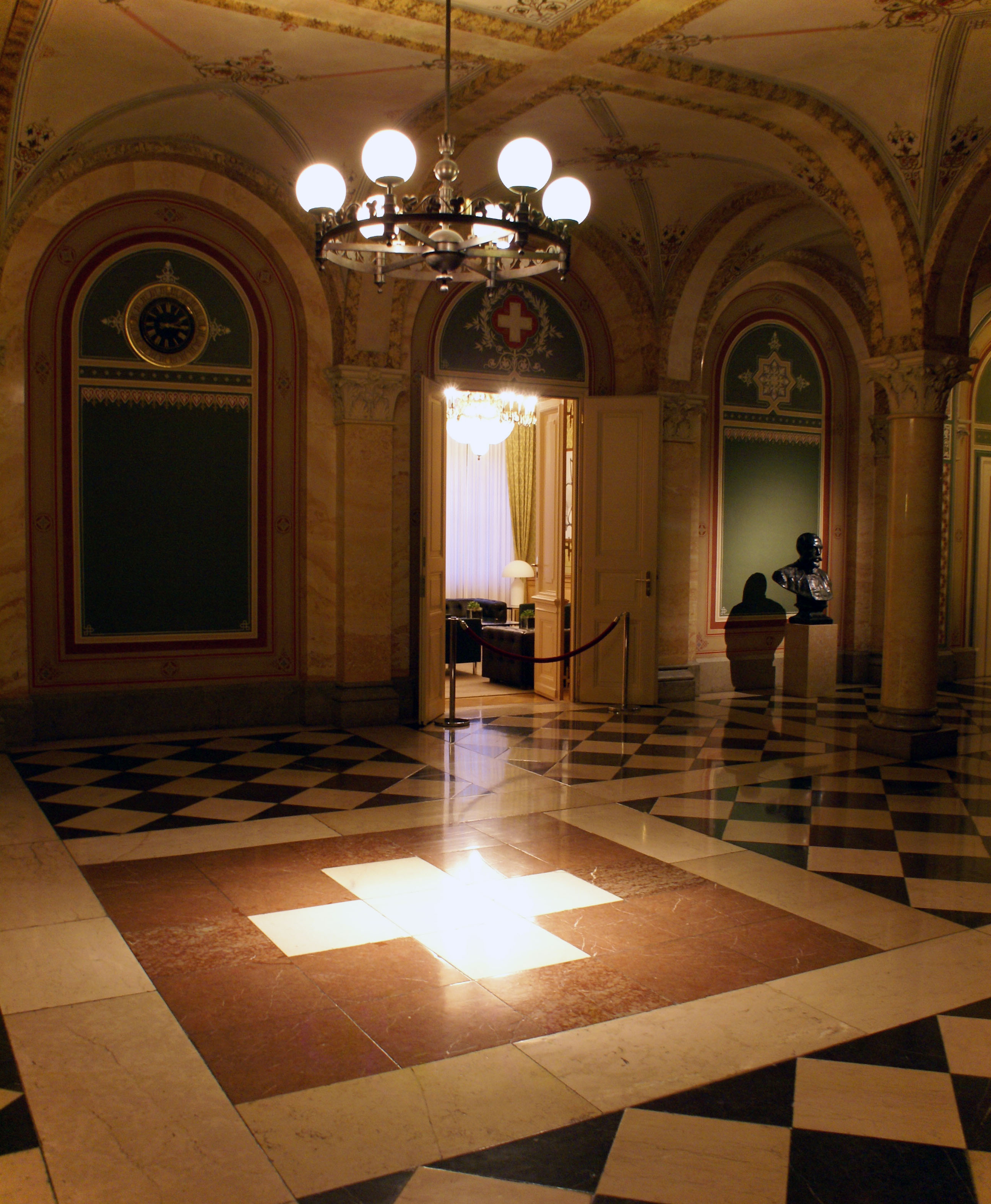
Interior del Palacio Federal, donde se reúne el Consejo Federal.

La Asamblea Federal reunida elige cada año, entre los siete consejeros federales, al Presidente de la Confederación y al Vicepresidente. Según la tradición, estos cargos se transmiten en línea por todos los miembros del Consejo Federal. Un nuevo miembro es elegido, por lo general, primero como Vicepresidente y, posteriormente como Presidente, después de haber visto pasar a todos sus compañeros más veteranos (en sus cargos) por esos cargos. El Presidente federal no puede ser descrito como jefe de Estado o de Gobierno de Suiza, ya que al ser un primus inter pares no tiene poderes extendidos. Sus funciones son principalmente de representación del Consejo Federal en conjunto, además es quien dirige las reuniones del Consejo Federal.
Como Suiza no cuenta con un jefe de Estado, el país no realiza ninguna visita de Estado. Cuando el presidente se encuentra en el extranjero, solo actúa como responsable de su departamento (ministerio). Sin embargo, hay algunas excepciones: por ejemplo, el presidente representa al país en las Asambleas de jefes de Estado, como en la Asamblea General de las Naciones Unidas.
De acuerdo con el protocolo de jerarquía en Suiza, el Presidente Federal es el suizo mayor. En el año 2010 Doris Leuthard era la presidenta, mientras que Micheline Calmy-Rey era la vicepresidenta tras haberse retirado Moritz Leuenberger.

## La «fórmula mágica»
En Suiza reina una democracia de concordancia debido a las minorías. Bajo concordancia se entiende el deseo de reunir en el proceso de toma de decisiones varios partidos, minorías y grupos sociales, con el objetivo de alcanzar un consenso. Esta concordancia es tenida en cuenta por la Asamblea Federal a la hora de elegir el Consejo Federal. La concordancia suiza no está inscrita en la Constitución, como sí lo está la representación de las diferentes regiones del país, sino más bien se ha convertido en una tradición.
De la concordancia se derivó la llamada «fórmula mágica». Según este principio, de 1959 a 2003 los tres principales partidos en el parlamento, PSS, PLR y PDC, tuvieron dos escaños en el Consejo Federal, mientras que la UDC tenía uno (siendo el cuarto partido por votación). Esta proporción 2:2:2:1 duró sin cambios hasta 2003, fecha en la cual la repartición tradicional de escaños en el Parlamento cambió radicalmente, viendo al PDC caer como cuarto partido, lo que causó la salida de Ruth Metzler-Arnold del Consejo Federal, al no ser reelegida ni haber alcanzado la Presidencia, siendo reemplazada por Christoph Blocher de la UDC.
La fórmula mágica no es una ley oficial, sino un acuerdo entre partidos. También se respeta el equilibrio lingüístico nacional y se dan 4 asientos a los germanohablantes y 3 para los francohablantes.

## Pagos
Un Consejero Federal recibe un sueldo bruto anual de cerca de 440 000 francos y una indemnización anual de 30 000 francos (libres de impuestos). Por otra parte, los miembros del gobierno tienen derecho a dos automóviles de servicio y un chófer. En caso de misiones urgentes que requieran una acción rápida, pueden pedir el uso de helicóptero o avión de la Fuerza Aérea Suiza. Después de trabajar en el Consejo Federal, los exministros reciben una pensión de 220.000 francos al año, en caso de que una posible actividad profesional no supere los 220.000 francos.

### Elecciones Federales
- Elecciones federales de Suiza de 1919
- Elecciones federales de Suiza de 1922
- Elecciones federales de Suiza de 1925
- Elecciones federales de Suiza de 1928
- Elecciones federales de Suiza de 1931
- Elecciones federales de Suiza de 1935
- Elecciones federales de Suiza de 1939
- Elecciones federales de Suiza de 1943
- Elecciones federales de Suiza de 1947
- Elecciones federales de Suiza de 1951
- Elecciones federales de Suiza de 1955
- Elecciones federales de Suiza de 1959
- Elecciones federales de Suiza de 1963
- Elecciones federales de Suiza de 1967
- Elecciones federales de Suiza de 1971
- Elecciones federales de Suiza de 1975
- Elecciones federales de Suiza de 1979
- Elecciones federales de Suiza de 1983
- Elecciones federales de Suiza de 1987